# باسل القاضي
باسل القاضي (ولد في 1938)، هو فنان بصري بريطاني من مواليد الكويت، ومن أصول سعودية-كويتية، يُعرف بأعماله الميتافيزيقية والروحية التجريدية. وهو داعم للفنانين الصاعدين من خلال العديد من الجوائز والمنح الدراسية. عاش القاضي في لندن ونيويورك.

## السيرة الذاتية
وُلد باسل القاضي في عام 1938، على متن سفينة في البحر أثناء سفرها من الكويت إلى بريطانيا. كان والده، حامد علي القاضي، تاجراً ومن عائلة عربية. أبدى القاضي اهتمامًا بالفنون منذ طفولته المبكرة. التحق بمدرسة الفنون المركزية في لندن (المعروفة الآن بسنترال سانت مارتينز، وهي كلية تابعة لجامعة الفنون في لندن).
في ستينيات القرن العشرين، عمل القاضي على رسم الشكل البشري كموضوع أسطوري ورمزي؛ وبعد سنوات من الرسم، بدأ الشكل البشري يمتد إلى الأفق أو يتحول إلى أشكال غير معروفة.
أقام معرضًا فرديًا في عام 1989 في مركز الفنون في سبرينغفيلد. وكان له معرض فردي بعنوان "رحلة الأحلام" (2014)، قامت بتنسيقه جوديث ك. برودسكي، وعُرض في متحف شيلدون للفنون في لنكن، نبراسكا.
في عام 1986، أنشأ منحة باسل القاضي الدراسية في الكلية الملكية للفنون في لندن؛ وفي العام التالي، 1987، أسس جائزة باسل هـ. القاضي لدعم الرسامين الأمريكيين الشباب والناشئين. ومن خلال مؤسسة نيويورك للفنون (NYFA)، أسس القاضي في عام 2010 جائزتين تُمنحان كل عامين.

## المجموعات والأرشيفات
تُقتنى أعماله ضمن مجموعات متحفية، منها متحف المتروبوليتان للفنون في مدينة نيويورك؛ ومعهد الفن (شيكاغو)؛ ومتحف الفن ميلدريد لين كيمبر في جامعة واشنطن في سانت لويس؛ ومتحف نويبرغر للفنون في بيرتشايس، نيويورك؛ ومتحف نلسون أتكنز للفنون في مدينة كانساس. وتوجد ملفات الفنان باسل القاضي في مكتبة وأرشيف متحف فيلادلفيا للفنون، وكذلك في مكتبة متحف سميثسونيان للفن الأمريكي ومعرض الصور الوطني.